# Hochrhein-Gymnasium Waldshut

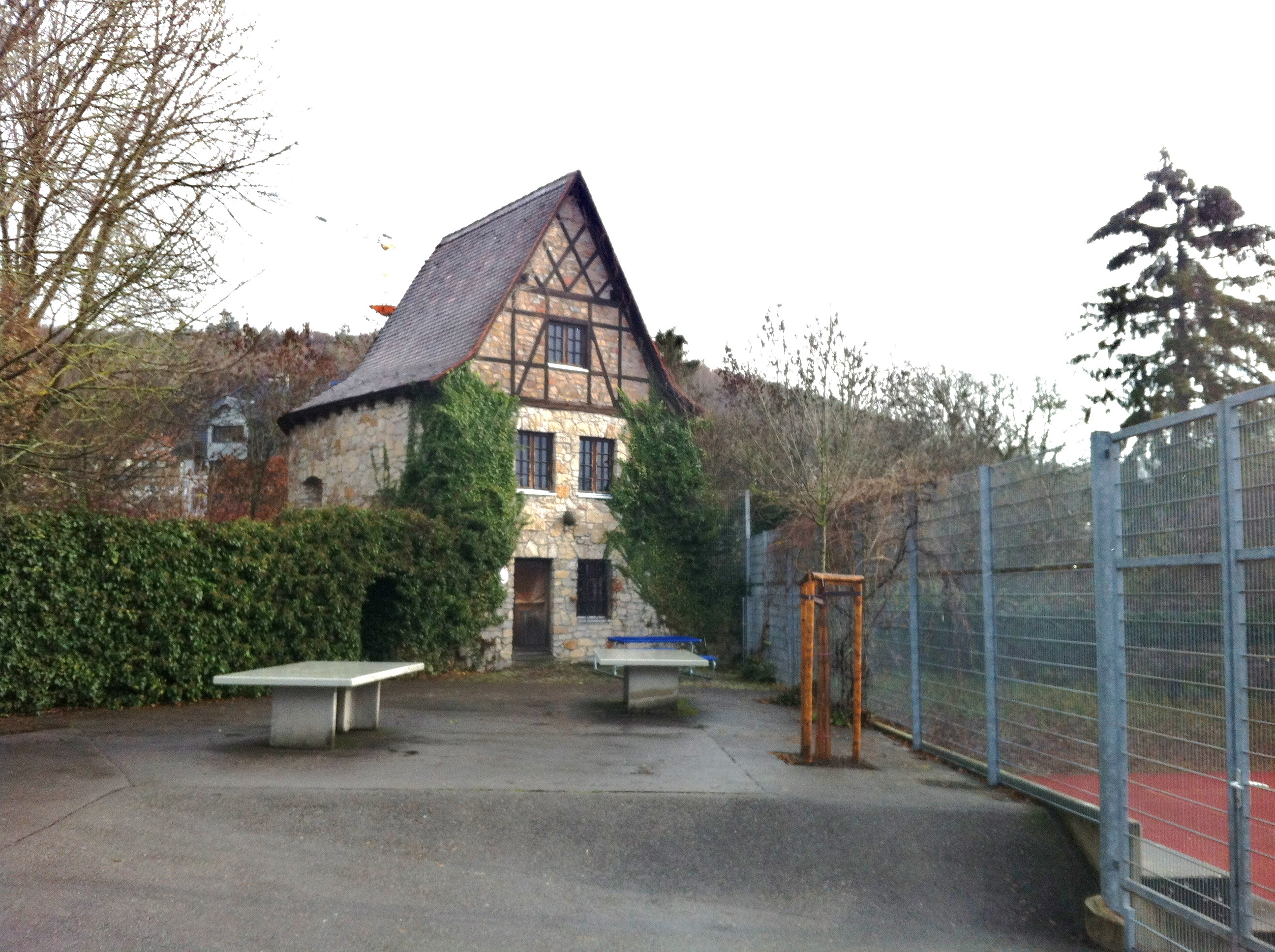
Nord-Ost-Turm „Luginsland“ der Stadtbefestigung am Pausenhof des Gymnasiums

Das Hochrhein-Gymnasium Waldshut (kurz: HGWT) ist das allgemeinbildende Gymnasium in der Stadt Waldshut. Neben einem naturwissenschaftlichen und einem neusprachlichen Profil wird auch ein Musik-Profil angeboten. Die rund 1000 Schüler kommen – neben einigen aus der Schweiz – hauptsächlich aus dem westlichen Kreisgebiet zwischen Laufenburg und Waldshut und entlang des Hochrheins bis nach Hohentengen.

## Geschichte
1964 feierte das Hochrhein-Gymnasium seinen 150. Geburtstag und 1989 sein 175-jähriges Bestehen, weshalb dieses Gymnasium immer wieder als „älteste weiterführende Schule am Hochrhein“ bezeichnet wird. Von einem „Gymnasium“ in Waldshut kann zwar erst seit 1945 gesprochen werden, die Geschichte der Schule geht allerdings viel weiter zurück, wohl bis ins Jahr 1814.
In diesem Jahr wirkten in Waldshut jeweils ein Elementarlehrer für Knaben und Mädchen. Zwei Kapläne und ein Priester unterrichteten in der Bürger- und Realschule. 1840 erfolgte die Aufwertung zur Höheren Bürgerschule. Einer der Lehrer und provisorischer Vorstand der Schule war der bekannte Volksschriftsteller Heinrich Hansjakob.
1867/1868 wurde das Gebäude der heutigen Hansjakobschule bezogen. Ab 1872 wurde die Schule Realgymnasium mit Latein als Pflichtfach. Nach einigen Veränderungen firmierte man ab 1893 als Realschule – seit längerer Zeit nun im zweiten Stock des Kornhauses. Im Schuljahr 1901/1902 öffneten sich die Pforten erstmals auch für Mädchen. 1906 kam es zu einer Umbenennung und Umgestaltung in ein Realprogymnasium mit Realschule, in dem erstmals auch Englisch als Schulfach unterrichtet wurde.
1923/1924 gab es im nun neunstufigen Realgymnasium zum ersten Mal eine Oberprima als Abschlussklasse. In der Zeit des Nazi-Regimes wurde die Schule 1937 Oberschule mit dem Zusatz Hochrheinschule. Die Ober- und Unterprima, die beiden Abschlussklassen, wurden zusammengelegt. In dieser Zeit wurden auch die Schüler des Kollegs St. Blasien nach dessen Auflösung an der Oberschule in Waldshut unterrichtet.
Im Oktober 1945 konnte die Hochrheinschule, aller Kriegsbeeinträchtigung zum Trotz, den Lehrbetrieb mit Einschränkungen wieder aufnehmen. 1948 wurde im Zuge der allgemeinen Umbenennung der höheren Schulen in Südbaden aus der Oberschule das Gymnasium Waldshut. Die Einweihung des neuen Schulgebäudes konnte am 19. Juli 1958 begangen werden.
Die Schülerzahl stieg von etwa 230 Schülern im Jahr 1914 auf bis zu 480 Jungen und Mädchen 1953 an. In den 1960er Jahren erreichten die Schülerzahlen die Grenze von 1.200 – das Gebäude platzte wieder aus allen Nähten. Deshalb wurde in der damals noch selbständigen Nachbarstadt Tiengen ein weiteres Gymnasium, zuerst als Progymnasium, errichtet. 1969 konnte dann das heutige Klettgau-Gymnasium eingeweiht werden. Die Schülerzahlen am Hochrhein-Gymnasium sanken in der Folge auf unter 600. Im Jahr 2006 waren aber wieder annähernd 1.000 Schüler am Hochrhein-Gymnasium.

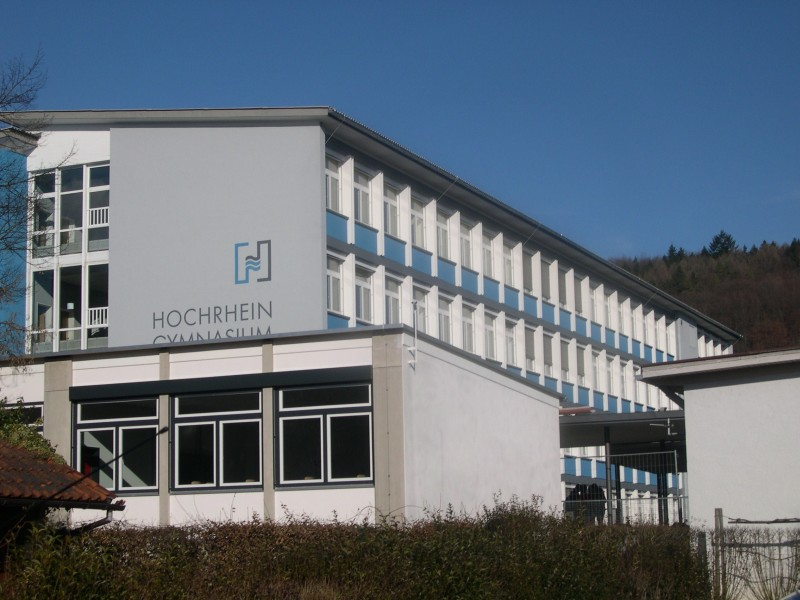
Hauptgebäude des HGWT – im Vordergrund Anbau und Stapfhaus

## Sprachenfolgen
Am Hochrhein-Gymnasium Waldshut beginnen alle Schüler schon in der 5. Klasse mit der ersten Fremdsprache Englisch. Ab der 6. Klasse stehen als zweite Fremdsprache entweder Französisch oder Latein zur Auswahl. Für die Schüler des sprachlichen Profils folgt dann ab der 8. Klasse die dritte Fremdsprache – Spanisch.

## SMV am HGWT

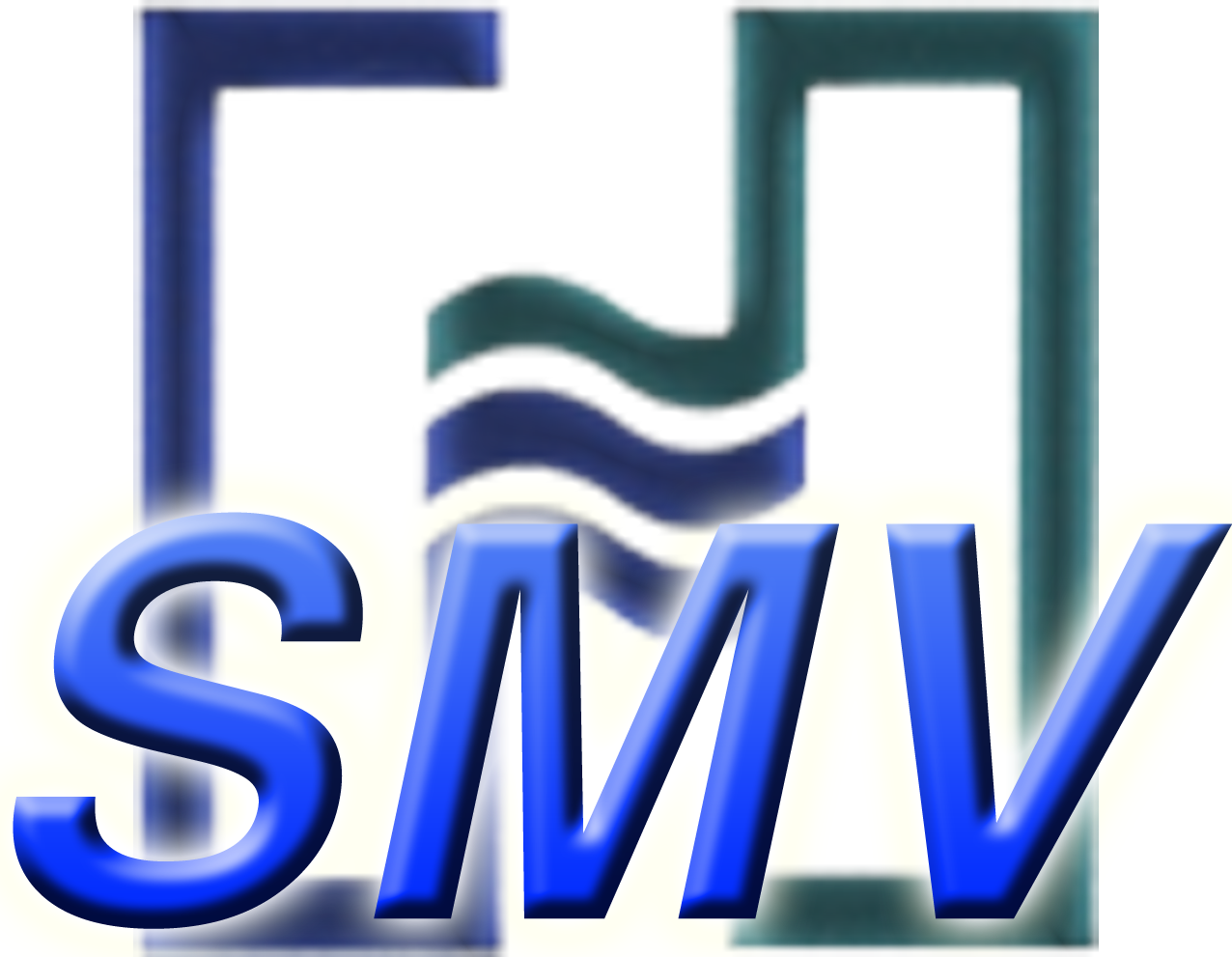
Das Logo der SMV am HGWT seit dem Schuljahr 2009/2010

Auch am Hochrhein-Gymnasium Waldshut gibt es eine Schülervertretung (SMV). In der SMV-Sitzung am Anfang des Schuljahres werden Referenten zu verschiedenen Themen wie Kultur, Sport und Öffentlichkeit gewählt. Auch werden für die Schulkonferenz und die Schulentwicklungskommission Beisitzer gewählt. Seit Mitte des Schuljahres 2008/2009 werden aus der Mitte der Klassensprecher der Unterstufe und Mittelstufe jeweils zwei Stufensprecher gewählt, welche die Schülersprecher unterstützen.

## Partnerschulen
- Frankreich: Blois an der Loire – gemeinsamer Schüleraustausch von Hochrhein- und Klettgau-Gymnasium und der Robert-Schuman-Realschule. Blois ist die französische Partnerstadt von Waldshut-Tiengen
- USA: Corvallis in Oregon im Rahmen des Deutsch-Amerikanischen Partnerschaftsprogramms GAPP
- Vereinigtes Königreich: Lewes in der südenglischen Grafschaft East Sussex - ein Schüleraustausch wird seit dem Jahre 2014 wieder angeboten, um die Freundschaft der Partnerstädte zu stärken
- Spanien: Mungia in der Provinz Bizkaia (seit 2015)

## Hochrhein-Seminar
Am Hochrhein-Seminar für Mathematik und Naturwissenschaften, das für Gymnasien des Landkreises Waldshut im Schuljahr 1997/1998 eingerichtet wurde, nehmen besonders interessierte und begabte Schüler teil. Aufgabe des Seminars ist die Förderung von Schülern vorwiegend der gymnasialen Oberstufe. Jeder Teilnehmer entscheidet sich für eine oder mehrere der angebotenen Arbeitsgemeinschaften mit besonderem Anspruchsniveau aus den Bereichen Mathematik, Physik, technische Physik, Chemie, Biologie oder Informatik. Gemeinsames Band für alle Seminarschüler ist eine Veranstaltungsreihe mit Vorträgen und Betriebsbesuchen. Dieses Angebot wird durch Studienfahrten und Wochenendseminare ergänzt und abgerundet.

## Musik-Profil

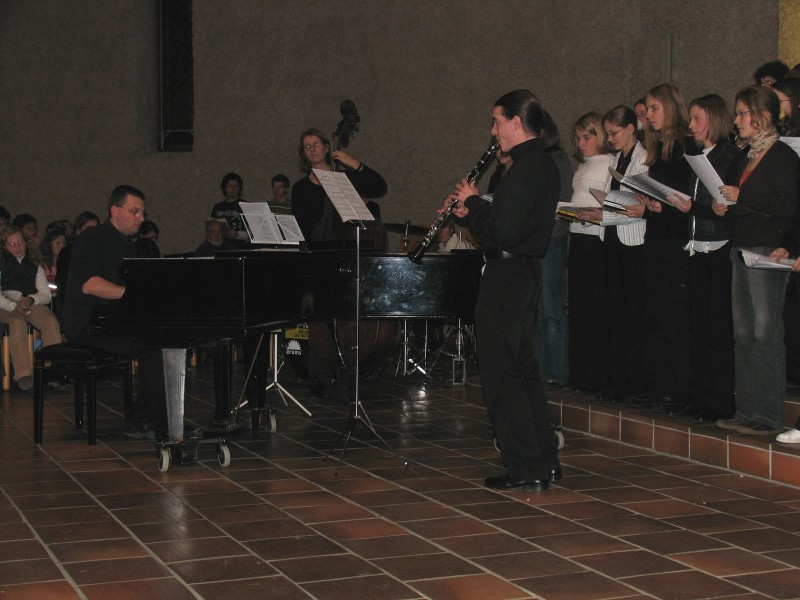
Musik am Hochrhein-Gymnasium Waldshut

Das Hochrhein-Gymnasium gehört zu den wenigen Gymnasien in Baden-Württemberg, die ein Musik-Profil anbieten. Für die Unterstufe bedeutet dies verstärkten Musikunterricht. Für die Schüler des Musik-Profils wird Musik in den Klassen 8–10 Hauptfach. In der Kursstufe gibt es die Möglichkeit, Musik als Leistungskurs zu wählen.
Darüber hinaus besteht für die Schüler ein reichhaltiges AG-Angebot: Big Band, Unterstufenband, Unterstufenchor, Chor, Orchester und Unterstufenorchester. Höhepunkte der Musikausbildung sind die zahlreichen Konzertauftritte.

## Bekannte Lehrer, Schüler und Absolventen
- Heinrich Hansjakob, unterrichtete an der Höheren Bürgerschule
- Gottfried Nägele unterrichtete als Vikar am Realgymnasium
- Franziskus Maria vom Kreuze Jordan war Schüler am Realgymnasium
- Emil Müller-Ettikon (1911–1985),  Oberstudienrat, Autor und Heimatforscher
- Christof Stoll (1912–2003), Unternehmer
- Herbert Tröndle (1919–2017), Jurist
- Gerhard Mayer-Vorfelder (1933–2015), Politiker und Sportfunktionär
- Peter Straub (* 1939), Politiker
- Klaus Detering, (* 1935) Hochschullehrer[2]
- Wolfgang Eisenmenger, (* 1944) Rechtsmediziner
- Berthold Riese (* 1944), Hochschullehrer
- Rudolf Schilling, (* 1944) Hochschullehrer[3]
- Karlheinz Kögel (* 1946), Unternehmer
- Guntram Schultz (* 1947), Elektroingenieur und Hochschullehrer
- Irene Hoppenberg (* 1951), Künstlerin
- Martin Kobler (* 1953), Diplomat
- Rolf Mülhaupt, (* 1954) Hochschullehrer[4]
- Carmen Birchmeier-Kohler (* 1955), Genetikerin und Leibniz-Preisträgerin
- Gabriele Schmidt, (* 1956) Politikerin
- Rita Schwarzelühr-Sutter, (* 1962) Politikerin
- Hartmut Rosa (* 1965), Hochschullehrer
- Georg Leber (* 1968), Gymnasiallehrer- und direktor